# Paul Westerfrölke

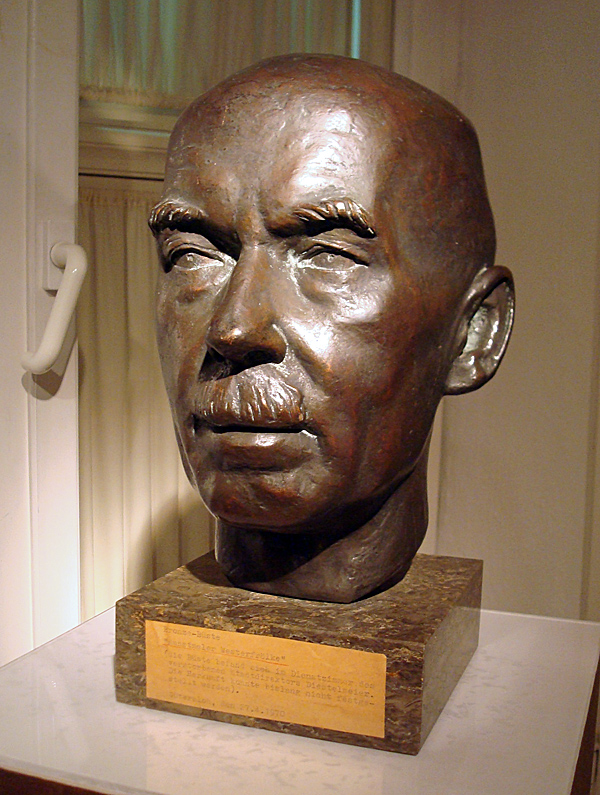
Bronzebüste Westerfrölkes, Stadtmuseum Gütersloh

Paul Westerfrölke (* 24. Februar 1886 in Gütersloh; † 27. März 1975 ebenda) war ein deutscher Maler, Grafiker, Naturschützer und Ornithologe.

## Leben
Paul Westerfrölke war der Sohn des Kaufmanns und Hoteliers Wilhelm Westerfrölke und dessen Ehefrau Luise, geborene Barkey. Westerfrölke besuchte nach dem Abitur, das er 1904 am Evangelisch Stiftischen Gymnasium abgelegt hatte, die Kunstgewerbeschule Düsseldorf (1905–1908), wo sein besonderes Interesse Naturstudien, Pflanzen- und Tierzeichnungen galt. 1908 wechselte er an die Düsseldorfer Kunstakademie, wo er Menschen-, Tier- und Landschaftsstudien bei Carl Ederer anfertigte. 1912 konnte er erstmals Bilder verkaufen. 1914 war er Meisterschüler mit eigenem Atelier.
Seinen Militärdienst im Ersten Weltkrieg leistete Westerfrölke u. a. in Minden, Lille und Allenstein. Wegen Dienstunfähigkeit wurde er 1915 für ein Jahr beurlaubt. In dieser Zeit machte er eine Fortbildung in der Kunstschule Berlin mit anschließendem Zeichenlehrer-Examen. Nach dem Krieg zog er 1919 nach Gütersloh. 1935 erhielt er das Ehrenkreuz des Weltkrieges.
1925 wurde Westerfrölke Mitglied der Vereinigung Westfälischer Künstler. Zum 1. Mai 1933 trat er der NSDAP bei (Mitgliedsnummer 2.159.933). Für die Zeit des Nationalsozialismus ist seine Teilnahme an 41 Gruppenausstellungen und einer Einzelausstellung sicher belegt, darunter von 1937 bis 1944 mit 26 Bildern, zumeist von Landschaften, an allen Großen Deutschen Kunstausstellungen in München. Ab 1933 stiegen die Preise seiner Bilder an, und er konnte Aufträge für Titelblatt-Illustrationen überregionaler Zeitungen gewinnen. 1934 wurde er Mitglied in der Freien Künstlergemeinschaft Schanze in Münster. 1936 malte er für den Sitzungssaal des Oberpräsidiums in Münster das Gemälde „Westfälischer Bauernhof“.
Abgesehen von seiner Studienzeit und der kurzen Militärzeit verbrachte Westerfrölke sein gesamtes Leben in Gütersloh. Einen Ruf an die Akademie für angewandte Kunst in München, wo er die Grafikerklasse übernehmen sollte, schlug er 1937 aus (seine geplante Übernahme der Grafik-Klasse an der Kunstakademie Münster verhinderte 1939 der Kriegsanfang); Westerfrölke machte stattdessen in Gütersloh die Malerei zu seinem Beruf und erlangte vor allem als Heimatzeichner Westfalens Bekanntheit. In Dresslers Kunsthandbuch von 1928 wird er als „Maler der Heide“ bezeichnet. Er stellte auch im Ausland aus, wodurch seine Werke über die Grenzen seiner Heimatstadt hinaus bekannt wurden. Westerfrölke verstand seine Landschaftszeichnungen nach eigenen Angaben weniger als Malerei, sondern vielmehr als „Schilderungen von Landschaften“. Seine Bilder und Zeichnungen befinden sich heute überwiegend in Privatbesitz.
Neben seiner künstlerischen Arbeit war Paul Westerfrölke jedoch auch als Naturschützer und Ornithologe aktiv und galt als ausgewiesener Kenner der heimischen Vogelwelt. Seine präzisen und umfassenden Aufzeichnungen wurden nach seinem Tod zur Auswertung an das Naturkundemuseum in Münster überstellt. Seine Kenntnisse erwarb Westerfrölke autodidaktisch durch eigene Beobachtungen und intensives Literaturstudium. Im Jahr 1935 erfolgte die Ernennung zum Landschaftsbeauftragten (Naturschutzwart) bzw. Kreis-Kommissar des Kreises Wiedenbrück. Dieses Amt führte Westerfrölke bis kurz vor seinem Tod und somit auch noch für den im Jahr 1973 neu entstandenen Kreis Gütersloh aus. In der Zeit von 1965 bis 1969 kartierte er mehr als zwei Drittel der im Kreisgebiet heimischen Vogelarten. Westerfrölke war ein langjähriges aktives Mitglied der Fachstelle „Naturkunde und Naturschutz“ im Westfälischen Heimatbund. Für seine Verdienste um den Naturschutz wurde ihm 1961 das Bundesverdienstkreuz verliehen.
Paul Westerfrölke starb im Alter von 89 Jahren durch einen Herzschlag, den er bei der Arbeit im heimischen Garten erlitt.

## Rezeption
Noch im Jahr seines Todes regten Gütersloher Bürger an, eine Straße nach Paul Westerfrölke zu benennen. Im Jahr 1980 beantragte der Heimatverein die Benennung des noch namenlosen Wanderweges entlang der Dalkepromenade nach ihm. Heute führt der Paul-Westerfrölke-Weg auf rund dreieinhalb Kilometern Streckenlänge vom Innenstadtbereich aus zur östlich des Stadtteils Pavenstädt gelegenen Neuen Mühle.
2013 zeigte das Stadtmuseum Gütersloh, zusammen mit Bildern von Otto Winkelsträter, eine Werkauswahl unter dem Titel „Heimat – Bilder“.